# Schyroka Balka (Cherson)
Schyroka Balka (ukrainisch Широка Балка; russisch Широкая Балка Schirokaja Balka) ist ein Dorf im Westen der ukrainischen Oblast Cherson mit etwa 2500 Einwohnern.

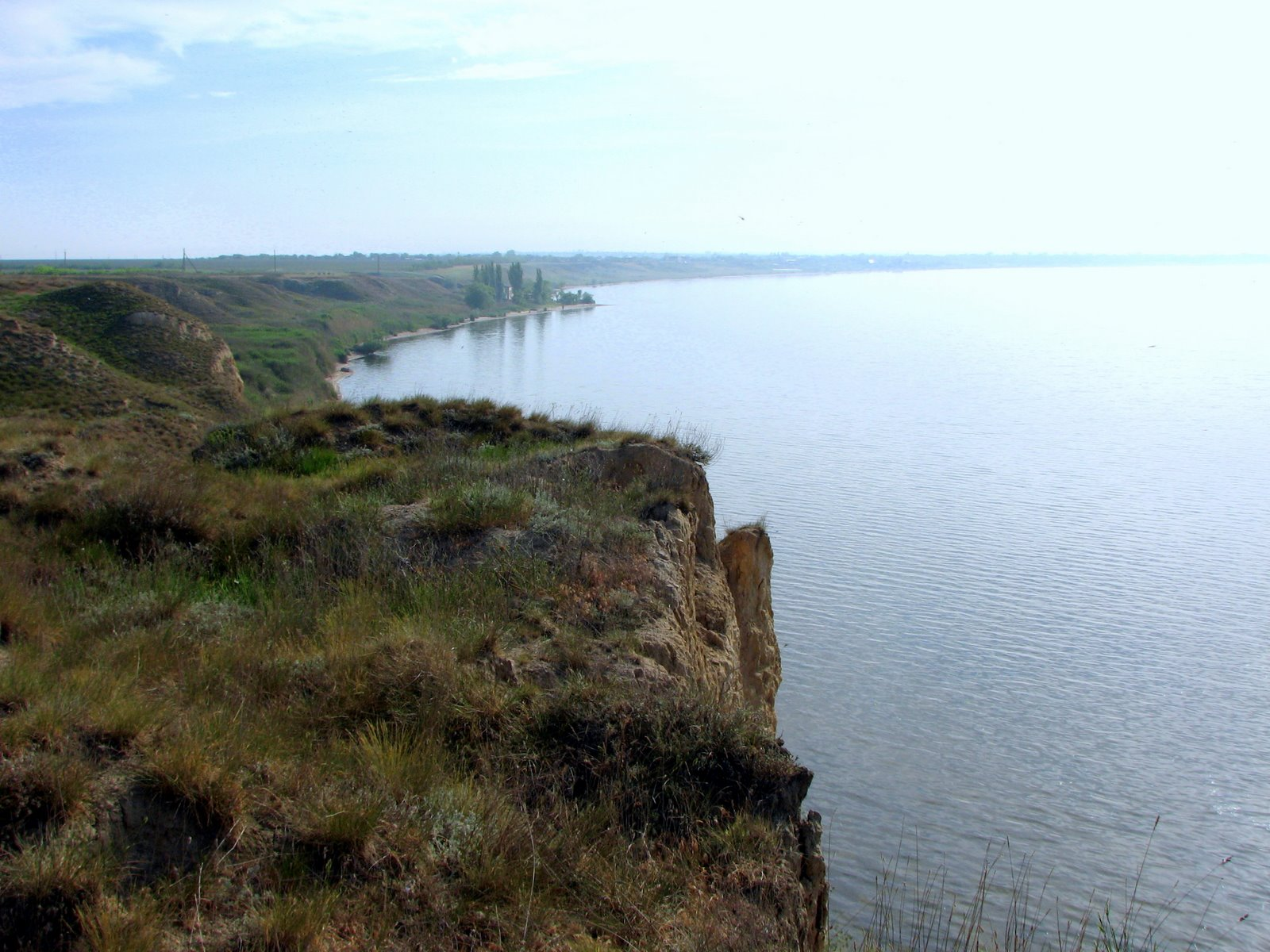
Der Dnepr-Bug-Liman bei Sofijiwka

Schyroka Balka wurde 1856 gegründet und liegt im Rajon Cherson an der Territorialstraße T–15–01 am rechten (nördlichen) Ufer des Dnepr-Bug-Limans, der Mündung Dnepr ins Schwarze Meer. Das Rajonzentrum Biloserka liegt 22 km östlich von Schyroka Balka.
Am 14. Juli 2017 wurde das Dorf ein Teil der Landgemeinde Stanislaw; bis dahin bildete es zusammen mit dem Dorf Sofijiwka (Софіївка) die Landratsgemeinde Schyroka Balka (Широкобалківська сільська рада/Schyrokobalkiwska silska rada) im Westen des Rajons Biloserka.
Seit dem 17. Juli 2020 ist es ein Teil des Rajons Cherson.